# Bass-reflex
Un bass-reflex, aussi orthographié bass reflex, est un type d'enceinte de haut-parleur qui utilise un port (trou) ou un évent découpé dans le boîtier et une section de tube ou de tuyau fixée au port,. Ce port permet au son provenant de l'arrière du diaphragme d'augmenter l'efficacité du système dans les basses fréquences par rapport à un haut-parleur typique à boîtier scellé ou fermé ou à un montage à baffle infini.

## Caractéristiques
|  |

Les bass-reflex sont facilement identifiables grâce à leur(s) évent(s). Le principe est de récupérer le rayonnement arrière pour l'ajouter en phase avec le rayonnement avant. Elles sont construites sur le principe du résonateur d'Helmholtz qui est constitué d'un volume et d'un (ou de plusieurs) évent(s). L'évent est caractérisé par sa surface et sa longueur, ce qui définit un volume d'air y circulant et donc une fréquence propre ainsi que des résonances secondaires.
Le but d'une enceinte bass-reflex est que le haut-parleur puisse exciter l'évent (ou les évents) dans une partie de la bande passante où ce dernier voit son efficacité diminuer. Ainsi l'évent accumule de l'énergie et la restitue avec un décalage temporel, c'est pour cela qu'il y a une augmentation du délai de groupe sur les charges exploitant un résonateur, contrairement aux charges close ou pavillonnaire par exemple.
Contrairement à une idée reçue, il ne s'agit pas uniquement de « récupérer » l'onde arrière, sinon l'évent redistribuerait le même spectre sonore que le haut-parleur, ce qui n'est pas le cas. Le système bass-reflex peut être considéré comme un système masse-ressort-masse. Selon cette analogie, le haut-parleur possède une masse (membrane + bobine) et un équivalent ressort (suspension + spider). L'ajout d'un résonateur relie la masse du haut-parleur à une nouvelle masse (celle de l'air dans l'évent) par un nouveau ressort (l'air contenu dans le volume de la charge). L'air constitue à la fois un ressort et une masse, mais celui contenu dans l'évent est considéré uniquement comme une masse, à cause de la faible surface de l'évent qui lui donne une vitesse et donc une inertie non négligeables. Au contraire, l'air contenu dans le volume de l'enceinte est considéré comme un ressort à cause de son volume relativement important et sa faible vitesse.
Lorsque la fréquence du haut-parleur est très basse, les ondes de l'évent sont en opposition de phase avec celles de la membrane, les deux s'annulant. Mais en montant en fréquence et en approchant de la fréquence d'accord, la masse de l'évent va commencer à suivre les mouvements et l'amplitude de la masse du haut-parleur. C'est à cette fréquence d'accord que l'évent va générer le plus de volume sonore par accumulation de l'énergie transmise par le haut-parleur. Cette énergie est captée, réduisant ainsi drastiquement les mouvements de la membrane, ce qui réduit d'autant les distorsions. Le débattement de la membrane est ainsi bien plus faible à cette fréquence que si elle était chargée par une enceinte close, et la majorité du son à cette fréquence est émis par l'évent et non par la membrane,. À la fréquence de résonance, le mouvement de la membrane et celui de l'air dans l'évent sont en opposition, et l'onde sonore sortant de l'évent est donc en phase avec celle émise par le haut-parleur. Ensuite, plus la fréquence augmente, moins la masse de l'évent va pouvoir suivre les mouvements : il redevient « inactif » et n'opère plus son rôle de rayonnement acoustique, seule la membrane émet donc. Le système bass-reflex permet un gain uniquement aux alentours de la fréquence d'accord.
Le dimensionnement du volume de l'enceinte et de l'accord de l'évent se fait en fonction des caractéristiques du haut-parleur et  du désir d'alignement vis-à-vis de ce dernier.
Il existe une série de logiciels pour ordinateur personnel qui facilitent les calculs, incluant des simulations des courbes de réponses, du déplacement de la membrane, de l'impédance, du temps de propagation de groupe.
Pour un même haut-parleur, la charge bass-reflex permet pour un accord correctement choisi, une extension bien plus importante dans les basses fréquences que son homologue clos, ainsi qu'un meilleur rendement. Il faut cependant veiller à ce que l'évent ne soit pas trop petit, auquel cas la vitesse de l'air dans l'évent sera importante et génèrera un bruit audible et désagréable. Attention aussi aux très basses fréquences lorsque l'évent ne rayonne plus, car le débattement de la membrane augmente considérablement, le haut-parleur n'étant plus « tenu » par l'élasticité qui est par exemple présente dans un caisson clos grâce à herméticité. Bien souvent des filtres passe-haut (dit subsonique) sont utilisés pour éviter les talonnements voire la casse.